# Anton Ausserer
Anton Ausserer (Bolzano, 5 luglio 1843 – Graz, 20 luglio 1899) è stato un entomologo e aracnologo austriaco.
La sua passione per la natura si desta fin dall'infanzia. A quindici anni rimane orfano ed è sostenuto dal professor Heller che lo sprona ad esplorare il mondo dei ragni dal 1863.
Vinta una borsa di studio, riesce a continuare i suoi studi con minori preoccupazioni economiche. Nel 1867 diventa professore a Feldkirch e nel 1869 ad Innsbruck. Viene eletto membro della Società di storia naturale della città di Innsbruck e anche segretario.

Ottiene nel 1872 il dottorato e due anni più tardi insegna a Graz.
Intraprende due viaggi, uno in Sicilia dal 1880 al 1881 e uno in Egitto dal 1886 al 1887. Nel 1888 si sposa, ma soltanto un anno dopo muore per delle complicanze a seguito di una bronchite.
Ausserer ha studiato l'aracnologia del Tirolo ed è il descrittore di numerosi generi e specie.

## Specie e generi descritti
Ha descritto e denominato per la prima volta, in ordine alfabetico, i seguenti generi:
- Acanthoscurria Ausserer, 1871 (Theraphosidae)
- Chaetopelma Ausserer, 1871] (Theraphosidae)
- Cyclosternum Ausserer, 1871 (Theraphosidae)
- Euathlus Ausserer, 1875 (Theraphosidae)
- Hapalopus Ausserer, 1875 (Theraphosidae)
- Harpactira Ausserer, 1871 (Theraphosidae)
- Homoeomma Ausserer, 1871 (Theraphosidae)
- Hypsosinga Ausserer, 1871 (Araneidae)
- Ischnocolus Ausserer, 1871 (Theraphosidae)
- Selenocosmia Ausserer, 1871 (Theraphosidae)
- Sericopelma Ausserer, 1875 (Theraphosidae)
- Tapinauchenius Ausserer, 1871 (Theraphosidae)

e le seguenti specie:
- Acanthoscurria minor Ausserer, 1871 (Theraphosidae)
- Aphonopelma mordax Ausserer, 1871 (Theraphosidae)
- Aphonopelma rubropilosum Ausserer, 1871 (Theraphosidae)
- Aphonopelma steindachneri Ausserer, 1875 (Theraphosidae)
- Avicularia doleschalli Ausserer, 1871 (Theraphosidae)
- Avicularia hirsuta Ausserer, 1875 (Theraphosidae)
- Avicularia metallica Ausserer, 1875 (Theraphosidae)
- Avicularia obscura Ausserer, 1875 (Theraphosidae)
- Avicularia rapax Ausserer, 1875 (Theraphosidae)
- Avicularia rutilans Ausserer, 1875 (Theraphosidae)
- Brachypelma vagans Ausserer, 1875 (Theraphosidae)
- Chaetopelma gracile Ausserer, 1871 (Theraphosidae)
- Cyclosternum kochi Ausserer, 1871 (Theraphosidae)
- Cyclosternum macropus Ausserer, 1875 (Theraphosidae)
- Cyclosternum schmardae Ausserer, 1871 (Theraphosidae)
- Cyrtopholis cursor Ausserer, 1875 (Theraphosidae)
- Cyrtopholis innocua Ausserer, 1871 (Theraphosidae)
- Cyrtopholis intermedia Ausserer, 1875 (Theraphosidae)
- Grammostola grossa Ausserer, 1871 (Theraphosidae)
- Grammostola mollicoma Ausserer, 1875 (Theraphosidae)
- Hapalopus formosus Ausserer, 1875 (Theraphosidae)
- Harpactira tigrina Ausserer, 1875 (Theraphosidae)
- Hemirrhagus pernix Ausserer, 1875 (Theraphosidae)
- Ischnocolus syriacus Ausserer, 1871 (Theraphosidae)
- Ischnocolus triangulifer Ausserer, 1871 (Theraphosidae)
- Lasiodora isabellina Ausserer, 1871 (Theraphosidae)
- Lasiodora spinipes Ausserer, 1871 (Theraphosidae)
- Lasiodora striatipes Ausserer, 1871 (Theraphosidae)
- Leviellus thorelli Ausserer, 1871 (Araneidae)
- Megaphobema robustum Ausserer, 1875 (Theraphosidae)
- Pamphobeteus ferox Ausserer, 1875 (Theraphosidae)
- Pamphobeteus fortis Ausserer, 1875 (Theraphosidae)
- Pamphobeteus nigricolor Ausserer, 1875 (Theraphosidae)
- Phlogiellus inermis Ausserer, 1871 (Theraphosidae)
- Phormictopus cautus Ausserer, 1875 (Theraphosidae)
- Poltys idae Ausserer, 1871 (Araneidae)
- Selenocosmia lanipes Ausserer, 1875 (Theraphosidae)
- Sericopelma rubronitens Ausserer, 1875 (Theraphosidae)
- Sericopelma striatum Ausserer, 1871 (Theraphosidae)
- Xenesthis immanis Ausserer, 1875 (Theraphosidae)
- Zygiella keyserlingi Ausserer, 1871 (Araneidae)

## Portano il suo nome
In suo onore sono stati denominati i seguenti generi e specie (in ordine alfabetico):
- Altella aussereri Thaler, 1990 (Dictynidae)
- Nomisia aussereri L. Koch, 1872 (Gnaphosidae)
- Singa aussereri Thorell, 1873 (Araneidae)

## Pubblicazioni selezionate
- 1867. "Die Arachniden Tirols nach ihrer horizontalen und verticalen Verbreitung, 1." Verhandlungen der kaiserlich-königlichen zoologisch-botanischen Gesellschaft. Wien, 17:137–170.
- 1871. "Beiträge zur Kenntniss der Arachniden-Familie der Territelariae Thorell (Mygalidae Autor)". Verhandlungen der kaiserlich-königlichen zoologisch-botanischen Gesellschaft. Wien, 21:184-187.
- 1875. "Zweiter Beitrag zur Kenntnis der Arachniden-Familie der Territelariae Thorell (Mygalidae Autor)". Verhandlungen der kaiserlich-königlichen zoologisch-botanischen Gesellschaft. Wien, 25:169.

| Ausserer o Auss. è l'abbreviazione standard utilizzata per le specie animali descritte da Anton Ausserer. Categoria:Taxa classificati da Anton Ausserer |